# 經絡集團（香港）
經絡集團（香港）有限公司，簡稱經絡集團（香港）或經絡按揭轉介（英語：mReferral Corporation (HK) Limited or mReferral Mortgage Brokerage Services），在2000年，由美聯集團有限公司、長江實業（集團）有限公司（長江和記實業有限公司前身）和美國運通，以3000萬港元合組為「經絡集團」，主要經營按揭轉介行業。
這次合組聯營主要為客戶提供物業按揭轉介服務、置業理財、休閒消費等。

## 連結
- 經絡按揭轉介 （页面存档备份，存于）